# Hoshiarpur

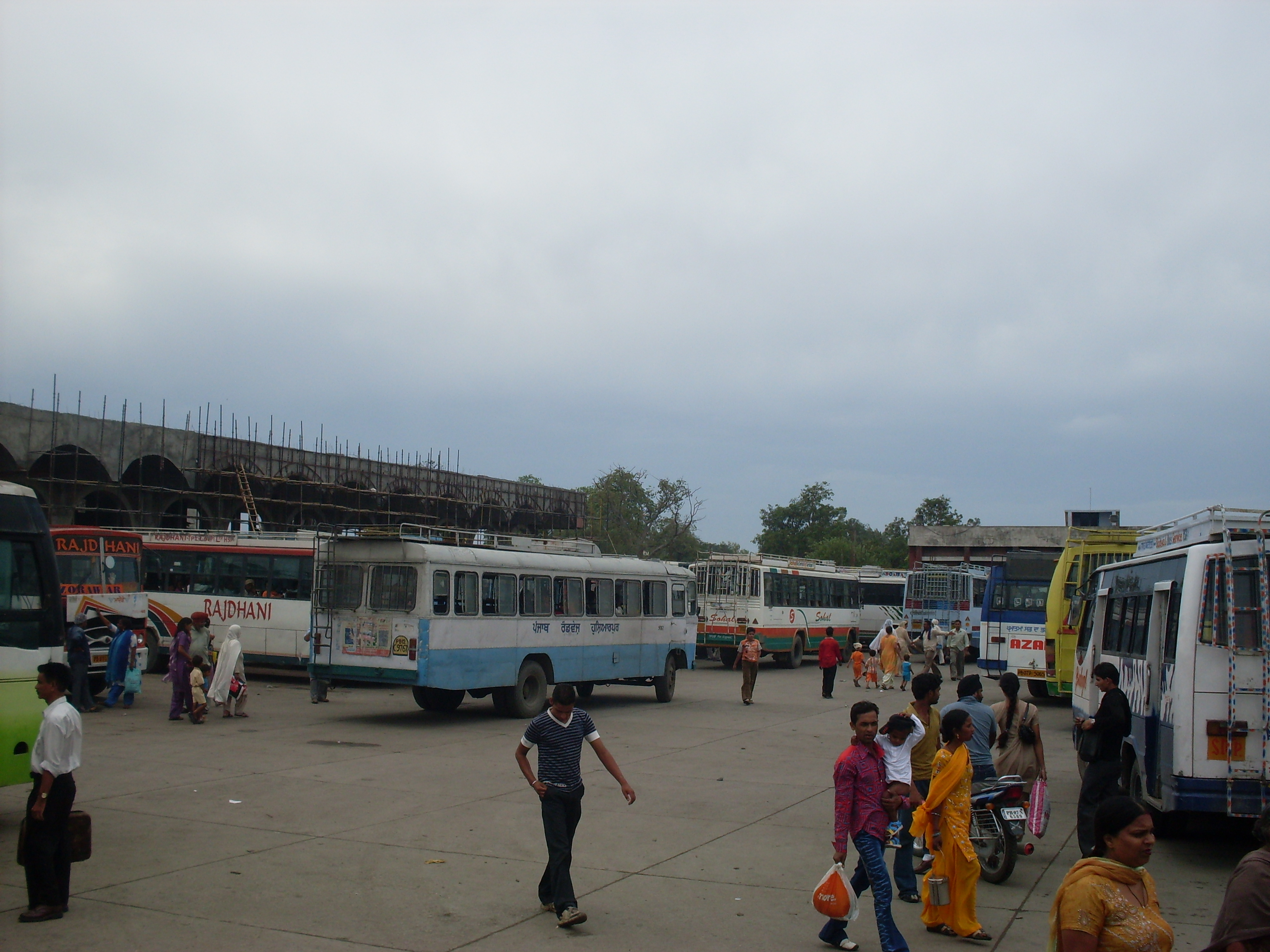
Busstation i Hoshiarpur.

Hoshiarpur är en stad i delstaten Punjab i norra Indien, och är administrativ huvudort för ett distrikt med samma namn. Folkmängden uppgick till 168 653 invånare vid folkräkningen 2011.